# Raynham (Massachusetts)
Raynham és una població dels Estats Units a l'estat de Massachusetts. Segons el cens del 2000 tenia 11.740 habitants.

## Demografia
Segons el cens del 2000, Raynham tenia 11.739 habitants, 4.143 habitatges, i 3.231 famílies. La densitat de població era de 221,1 habitants/km².
Dels 4.143 habitatges en un 36,7% hi vivien nens de menys de 18 anys, en un 63,8% hi vivien parelles casades, en un 10,6% dones solteres, i en un 22% no eren unitats familiars. En el 17,9% dels habitatges hi vivien persones soles el 8,5% de les quals corresponia a persones de 65 anys o més que vivien soles. El nombre mitjà de persones vivint en cada habitatge era de 2,8 i el nombre mitjà de persones que vivien en cada família era de 3,18.
Per edats la població es repartia de la següent manera: un 25,7% tenia menys de 18 anys, un 6,8% entre 18 i 24, un 29,9% entre 25 i 44, un 24,7% de 45 a 60 i un 13% 65 anys o més.
L'edat mediana era de 38 anys. Per cada 100 dones de 18 o més anys hi havia 88,5 homes.
La renda mediana per habitatge era de 60.449 $ i la renda mediana per família de 68.354$. Els homes tenien una renda mediana de 46.954 $ mentre que les dones 31.760$. La renda per capita de la població era de 24.476$. Entorn del 3,2% de les famílies i el 4,1% de la població estaven per davall del llindar de pobresa.